# Bartoszewo (Poméranie-Occidentale)
Pour les articles homonymes, voir Bartoszewo.
Bartoszewo est une localité polonaise située dans la gmina mixte et le powiat de Police en voïvodie de Poméranie-Occidentale. Elle se situe à environ 13 km au nord de la capitale régionale Szczecin. Sa population est de 172 habitants.

## Géographie

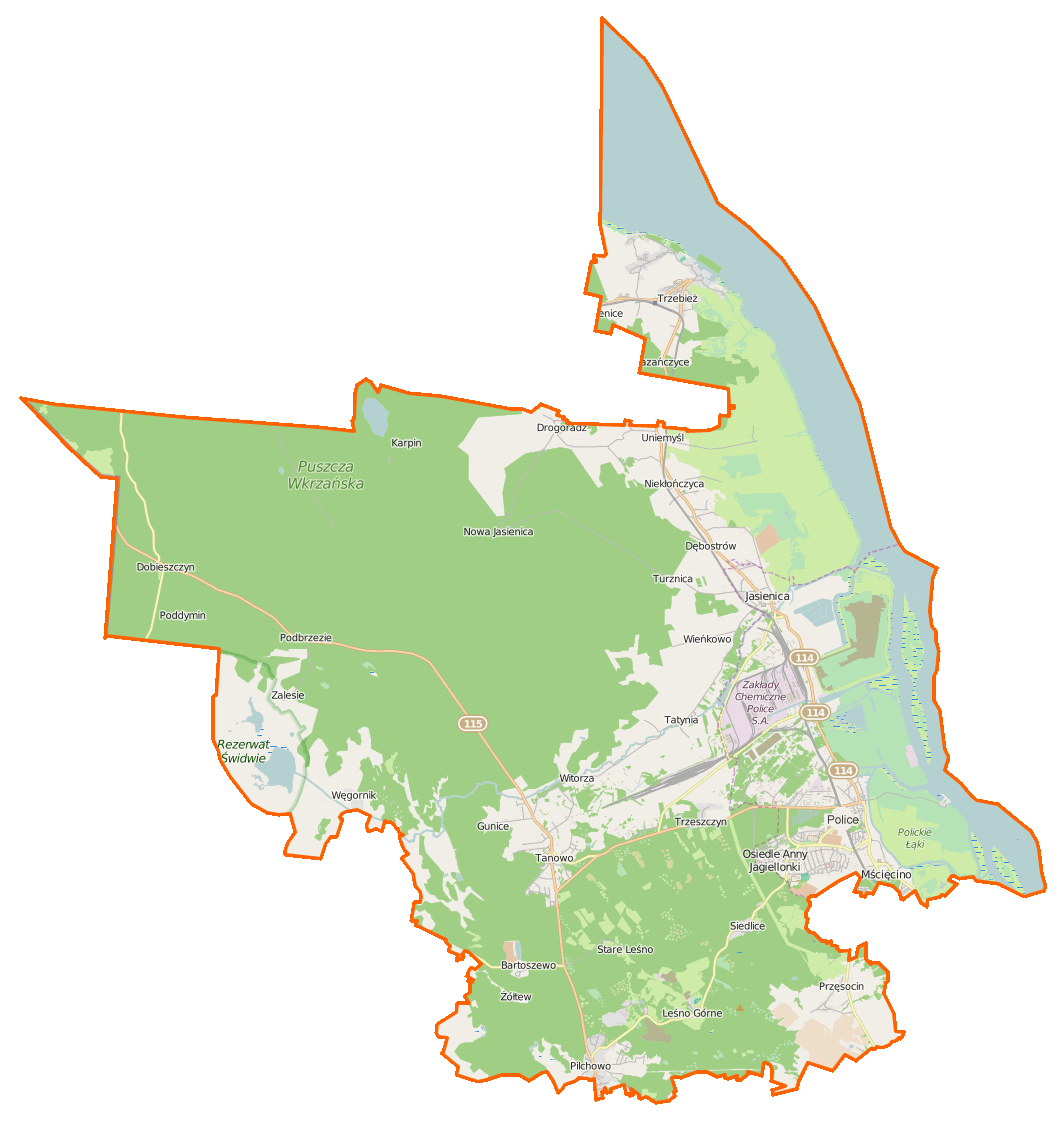
Carte de la gmina de Police.